# Fujiwara no Yoshitsugu
'Fujiwara no Yoshitsugu' (藤原良継, [(716-777)] Erro: {{japonês}}: texto da transliteração contém caractere não latino (pos 17) (ajuda))  foi um nobre do período Nara da história do Japão. Foi o segundo filho do sangi Fujiwara no Umakai, o fundador do Ramo Shikike do Clã Fujiwara. Seu nome original era Sukunamaro (宿奈麻呂). Ele era o avô materno dos imperadores Heizei e Saga.

## Vida
No ano 740, após a morte de seu pai Umakai em 737, o irmão de Sukunamaro, Fujiwara no Hirotsugu liderou uma rebelião. Sukunamaro foi implicado e exilado para a província de Izu . Em 742 foi perdoado, e nomeado para o cargo de Sho-hanji . Em 746, foi promovido de shō roku-i no ge (正六位下, Oficial júnior de sexto escalão) para  ju-i no ge (従五位下, Oficial júnior de quinto escalão).
Em seguida, atuou como administrador regional em várias províncias, como governador de Sagami em 755, mas não conseguindo produzir qualquer resultado espetacular. Além disso, o Ramo Shikike estava em declínio acentuado em comparação com os ramos Nanke e Hokke, e por isso Sukunamaro permaneceu na obscuridade. Em 762, Fujiwara no Nakamaro estava no auge de seu sucesso, e enquanto seus três filhos eram promovidos a sangi, Sukunamaro aos 47 anos de idade renunciou ao seu posto deju-i no ge. Sukunamaro então conspirou com Ōtomo no Yakamochi, Saeki no Imaemishi e Isonokami no Yakatsugu para assassinar Nakamaro, mas o plano foi descoberto. Em 763, os quatro foram presos, mas Sukunamaro insistiu que agiu sozinho. Condenado por um crime contra a família imperial, foi destituído de sua posição e de seu nome de família.

## Ascensão ao poder
Em 764, Nakamaro incitou uma rebelião, e Sukunamaro, em resposta a um decreto imperial, reuniu várias centenas de soldados e conseguiu derrubar a rebelião. Por seu serviço, foi promovido a Ju shi i ge (従四位下, Oficial júnior de quarto escalão). Mais tarde naquele mesmo ano, foi promovido novamente para Sei shi i-jō (正四位上, Oficial sênior de quarto escalão), e em 766 a Ju san-mi (従三位, Oficial júnior de terceiro escalão).
Em 770 Sukunamaro foi promovido a sangi e junto com Isonokami no Yakatsugu, agora entravam no poderoso Daijō-kan. A Imperatriz Koken morre pouco tempo depois. Sukunamaro se aliou a Fujiwara no Nagate dos Hokke no apoio ao Príncipe Shirakabe - o futuro imperador Konin - como o próximo príncipe herdeiro, e foi promovido a Sho san-mi (正三位, Oficial sênior de terceiro escalão) e ao cargo de chūnagon. Naquele ano, Sukunamaro mudou seu nome para Yoshitsugu . Em 771 o Sadaijin Nagate morreu, e seu apoio a Konin o transformou na figura central do clã Fujiwara. Ele foi promovido diretamente de Chūnagon para  Uchi shin (内臣, ministro interno). Isso fez dele a segunda pessoa mais poderosa do Daijō-kan, atrás somente do Udaijin Ōnakatomi no Kiyomaro. Em 777 foi promovido a Naidaijin, mas morreu pouco depois, e postumamente lhe foi concedido o posto de Shō ichi i (従一位, Oficial de primeiro escalão).
Quando seu neto o Imperador Heizei assumiu o trono, Yoshitsugu foi promovido a Daijō Daijin. Como tinha muitas filhas, mas poucos filhos, sua linhagem terminou quando seu filho Takumi foi morto por bandidos em Nagaoka-kyō.
| Precedido por Fujiwara no Umakai   | -- 2º Líder do Shikike Fujiwara (737-777) | Sucedido por Fujiwara no Momokawa |
| Precedido por Nakatomi no Kamatari | 2º Naidaijin 777                          | Sucedido por Fujiwara no Uona     |